# Chris Zuidberg
Chris Zuidberg (* 2. September 1994 in der Stadt Luxemburg) ist ein luxemburgischer Volleyballspieler. Seit der Saison 2017/18 ist er Teil des Kaders der Bisons aus Bühl. In dem Team trägt er die Nummer 6 und seine Position ist im Mittelblock.

## Biografie/Karriere
Der erste Verein (VC Lorentzweiler), in dem er in der Saison 2014/15 spielte, befindet sich in Luxemburg, wo er mit dem Volleyballspielen begonnen hat. Daraufhin wurde er von dem französischen Verein Tours VB verpflichtet. Dort war er ab der Saison 2015/15 bis 2016/17 tätig, bis er schließlich ein Mitglied des TV Bühl wurde (ab Saison 2017/18). Bei diesem Verein wurde er aber erst am 1. Januar 2018 aktiv, da er vorher seine Grundausbildung in der Sportsektion der Luxemburger Armee abschließen wollte.